# Țărkviște, Sofia
Țărkviște (în bulgară Църквище) este un sat în comuna Zlatița, regiunea Sofia,  Bulgaria. 

## Demografie
Componența etnică a satului Țărkviște
     Bulgari (92,75%)
     Romi (4,48%)
     Nicio identificare (2,75%)
     Altele (0%)
La recensământul din 2011, populația satului Țărkviște era de 290 locuitori. Din punct de vedere etnic, majoritatea locuitorilor (92,75%) erau bulgari, cu o minoritate de romi (4,48%). Pentru 2,75% din locuitori nu este cunoscută apartenența etnică.